# 다키노역
다키노역(일본어: 滝野駅 たきのえき[*])은 일본 효고현 가토시에 위치한 서일본 여객철도 가코가와 선의 철도역이다. 단선 승강장 1면 1선의 구조를 갖춘 지상역이다.

## 이용 현황
| 연도     | 1일 평균 | 연도     | 1일 평균 |
| 2000년도 | 211      | 2007년도 | 211      |
| 2001년도 | 200      | 2008년도 | 224      |
| 2002년도 | 205      | 2009년도 | 222      |
| 2003년도 | 200      | 2010년도 | 232      |
| 2004년도 | 204      | 2011년도 | 242      |
| 2005년도 | 206      | 2012년도 | 258      |
| 2006년도 | 206      |          |          |
| -------- | -------- | -------- | -------- |

## 역 주변
- 주고쿠 자동차도 다키노야시로 나들목
- 고묘지

## 역사
- 1913년 9월 1일 : 반슈 철도의 야시로구치역(현재의 야시로초역) - 다키 정류장(현재의 다키역 간에 다키노역으로서 개업. 여객 · 화물 취급 개시.
- 1916년 11월 22일 : 반테쓰타키노역으로 개칭.
- 1923년 12월 21일 : 노선 양도에 의해 반탄 철도의 역이 된다.
- 1943년 6월 1일 : 반탄 철도의 국유화에 의해, 일본국유철도 가코가와 선의 역이 된다. 동시에 역명을 다키노역으로 재개칭.
- 1968년 3월 25일 : 화물 취급을 폐지.
- 1986년 11월 1일 : 무인역화.
- 1987년 4월 1일 : 일본국유철도 분할 민영화에 의해, 서일본 여객철도가 승계.
- 1990년 6월 1일 : 가코가와 철도부 발족에 의해, 그 관할로 한다.
- 2009년 7월 1일 : 가코가와 철도부 폐지에 수반해 고베 지사 직할로 변경되어, 가코가와 역의 피관리역으로 한다.

## 인접 역
| 서일본 여객철도 가코가와 선 | 서일본 여객철도 가코가와 선 | 서일본 여객철도 가코가와 선 |
| --------------------------- | --------------------------- | --------------------------- |
| 야시로초 가코가와 방면      | ■ 가코가와 선               | 다키 다니카와 방면          |